# Hermachola
Genre
Hermachola est un genre d'araignées mygalomorphes de la famille des Entypesidae.

## Distribution
Les espèces de ce genre sont endémiques d'Afrique du Sud.

## Liste des espèces
Selon World Spider Catalog (version 22.5, 26/09/2021) :
- Hermachola capensis (Ausserer, 1871)
- Hermachola crudeni (Hewitt, 1913)
- Hermachola lyleae Ríos-Tamayo, Engelbrecht & Goloboff, 2021

## Publication originale
- Hewitt, 1915 : « New South African Arachnida. » Annals of the Natal Museum, vol. 3, p. 289-327 (texte intégral).